# Osservatorio astronomico di Bologna
L'osservatorio astronomico di Bologna è una delle 20 strutture di ricerca dell'Istituto nazionale di astrofisica (INAF), che opera sotto la supervisione del Ministero dell'istruzione, dell'università e della Ricerca (MIUR). Dal 1º gennaio 2018, l'osservatorio si è unito con l'Istituto di astrofisica spaziale e fisica cosmica per costituire il nuovo Osservatorio di Astrofisica e Scienza dello Spazio di Bologna. Le due sedi della nuova struttura sono denominate "Plesso del Battiferro" in via Piero Gobetti 93/3 e "Area della Ricerca del Cnr" in via Piero Gobetti 101. Da esso dipende anche la sede osservativa di Loiano.

## Storia
Luigi Ferdinando Marsigli convinse il Senato bolognese a far costruire un edificio che ospitasse l'Istituto di Scienze dell'Università e che comprendesse anche un osservatorio astronomico. Fu allora acquistato il Palazzo Poggi, che si trovava in periferia e quindi aveva la visuale libera, e poi venne incaricato l'architetto Giuseppe Antonio Torri di costruire l'annessa torretta in cima alla quale collocare la Specola.
La torre della Specola fu costruita fra il 1712 e il 1726.
Gli strumenti scientifici provenivano in parte dall'osservatorio privato di Marsigli, in parte furono donati da prelati di origine bolognese: il cardinal Gianantonio Davia destinò un orologio, un quadrante, un cannocchiale lungo 13 piedi e un telescopio riflettore sul modello di quello di Newton, mentre il card. Sebastiano Antonio Tanara donò un cannocchiale di 22 piedi di distanza focale.
L'attività dell'osservatorio, diretto da Eustachio Manfredi, copriva tutte le esigenze pratiche in cui fossero necessarie conoscenze astronomiche e meccaniche, analogamente a quanto avveniva negli altri osservatori dell'epoca: si andava dalla redazione di calendari ed effemeridi a quella della cartografia, fino alle lezioni di balistica per i militari. Le Ephemerides Bononienses, in particolare, erano le migliori tavole di questo tipo prodotte in Europa in quegli anni.
Manfredi si dedicò anche alla ricerca più strettamente astronomica, occupandosi del problema della cosiddetta parallasse delle stelle fisse: per motivi di censura non poté mai confermare espressamente la tesi eliocentrica, ma confermò la correttezza delle osservazioni effettuate da James Bradley.
Nel 1739 furono acquistati strumenti più moderni e precisi fabbricati in Inghilterra: un quadrante murale, uno strumento dei passaggi e un quadrante mobile. Nello stesso anno, dopo la morte di Manfredi era divenuto direttore dell'osservatorio Eustachio Zanotti.
Il successivo direttore, Petronio Matteucci, rimase in carica dal 1782 al 1801. Egli diede inizio alle rilevazione meteorologiche dell'osservatorio di Bologna, che continuano tuttora.
Nel 1790 Giovanni Battista Guglielmini eseguì per la prima volta nel vano della scala a chiocciola della torre della Specola, alta 29 metri, l'esperimento che l'anno successivo ripeté dalla Torre degli Asinelli per dimostrare la rotazione terrestre, ovvero fece cadere sfere di piombo e verificò che esse erano regolarmente deviate verso est di 4,5 mm.
Successivamente la Specola decadde e nel 1844 cessò anche la pubblicazione delle Ephemerides. Proseguiva solo l'attività meteorologica.
All'inizio del Novecento ripresero anche le osservazioni astronomiche con la nomina a direttore di Michele Rajna. Tuttavia, le caratteristiche della torre della Specola erano ormai obsolete e non potevano ospitare gli strumenti moderni, così nel 1936 fu inaugurato il nuovo osservatorio di Loiano per iniziativa di Guido Horn D'Arturo.

## Aree di ricerca
Le aree di ricerca coprono la maggior parte dei settori della moderna astrofisica e della tecnologia per l'astronomia:
- studi sulle popolazioni stellari ed evoluzione galattica;
- studi della struttura, evoluzione e distribuzione delle galassie, ammassi e nuclei galattici attivi (AGN), e i loro contributo alla struttura cosmologica;
- studi numerici nel campo dell'idrodinamica del gas e simulazioni numeriche dei fenomeni turbolenti;
- gestione e miglioramento dei due telescopi della sede osservativa di Loiano (da 152 e 60 cm ciascuno) e sviluppo di strumentazione astronomica per i maggiori osservatori mondiali;
- attività educative e di divulgazione attraverso esibizione, seminari e congressi.

La maggior parte di questi studi sono basati sull'uso dei più avanzati telescopi da terra e dallo spazio oggi disponibili a tutte le lunghezze d'onda. Le ricerche sono portate avanti tramite collaborazioni internazionali come l'ESO e università e centri di ricerca stranieri, A livello nazionale sono aperte collaborazioni con gli altri osservatori presenti sul territorio italiano e localmente con il dipartimento di astronomia dell'Università degli Studi di Bologna e con le altre due strutture INAF presenti nella città l'Istituto di radioastronomia di Bologna.